# 쿠코
쿠코(Cuco)라는 이름으로 알려진 오마 바노스(Omar Banos, 1998년 6월 26일생)는 미국 캘리포니아주 호손 출신의 싱어송라이터다. 그의 곡 "Lo Que Siento"(2017)이 스포티파이(Spotify) 스트리밍 서비스에서만 5천6백만번 재생되면서 유명세에 올랐다. 쿠코는 호손고등학교를 졸업하면서 <Wannabewithu>(2016), <Songs4u>(2017)라는 EP 두 장을 냈고 첫 정규 앨범 <Para Mi>를 인터스코프 레코드사를 통해 발매했다. 닐슨 뮤직에 따르면 그의 음악은 약 2억9천6십만번의 스트리밍 기록을 갖고 있다.

## 어린 시절
오마 바노스는 1998년 6월 26일 미국 캘리포니아 잉글우드에서 멕시코에서 이주한 부모 사이에서 독자로 태어났다. 어머니 이르마는 푸에블라에서, 아버지 아돌포는 멕시코 시티 출신이다. 어린시절을 캘리포니아 호손에서 지내면서 8살때부터 음악을 시작했다. 15세가 되기 전에 트럼펫, 기타, 키보드, 드럼, 베이스 기타, 멜로폰, 프렌치혼 등의 악기를 다루었다. 레녹스에서 중학교를 나와 호손고등학교를 졸업했는데 고등학교에서는 마칭밴드와 재즈밴드에 속해서 연주하기도 했다.

## 음악 경력

### 2015년: 헤비 트립
고등학교 졸업 이후 바노스는 산토 & 자니의 "Sleep Walk"란 곡을 슬라이드 기타로 연주한 것을 유투브에 올렸고 수천 번의 조회수를 올렸다. 부모님의 집에 머물며 곡들을 제작하여 밴드캠프와 사운드클라우드에 올렸다. 2015년 1월 바노스는 <Heavy Trip>이라는 제목의 첫 EP를 밴드캠프를 통해 출시했다. 같은 해 사운드클라우드에서 자신의 첫 곡 "Yeah"를 <Heavy Trip> 이름 하에 내놓았다. 이후 이름을 그가 어릴 적 어머니가 부르던 별명이었던 쿠코(Cuco)로 바꾸었다.

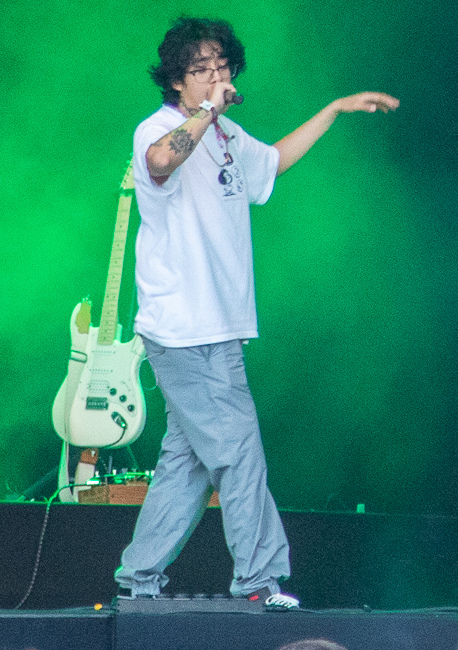
쿠코가 2019년 5월 프리마베라 사운드에서 공연하고 있다.

### 2016-2017년: <Wannabewithu>와 <Songs4u>
바노스는 독학으로 에이블톤 라이브 프로그램을 섭렵하고 2016년, 16세에 자체 제작한 그의 첫 믹스테잎 <Wannabewithu>를 만들었다. 그리고 2017년 쿠코는 두 번째 믹스테잎 <Songs4u>를 내면서 캘리포니아 남부지역의 클럽에서 공연을 시작했는데 그의 첫 두 번의 공연은 매진되었다. 2017년 첫 싱글 "Lo Que Siento"를 발매하면서 스포티파이에서 5천6백만의 스트리밍에 달했다. 이 성공 이후 쿠코는 산타모니카 시립대를 그만두고 음악에 매진하게 된다.

### 2018년-현재: <Para Mi>
미국 가수인 클레이로(Clairo)와 협엽한 싱글 "Drown"이 2018년 8월 출시되었고 폴리피아(Polyphia)와 협엽한 "So Strange"란 곡이 2018년 10월에 출시된 그들의 앨범 <New Levels New Devils>에 수록된다. 또 색소폰 연주자인 케니 G와 2018년 4월에 코첼랑에서, 10월에 롤라팔루자에서 함께 공연하였고 2019년 2월에는 그의 어린시절 우상이었던 치카노(멕시코계 미국인) 랩 가수 MC 매직(Magic)과 릴 롭(Lil Rob)과 함께 "Search"라는 곡을 작업했다. 2년여 동안 여러 음반사의 러브콜을 받던 그는 마침내 2019년 3월에 인터스코프 레코드(Interscope Records)사와 계약을 체결한다. 2019년 4월 2일 <Para Mi> 앨범의 리드 싱글인 "Hydrocodone"을 발매했고 5월 22일에 진 카터(Jean Carter)가 참여한 "Bossa No Sé"를 이어서 내고 난 후 그의 첫 정규 앨범 <Para Mi>를 7월 26일 발매했다. 이 앨범에서 쿠코는 자신이 직접 경험한 문제들을 다루고 있는데 그 중에는 투어 버스 사고가 나서 자신과 밴드 멤버들이 병원 치료를 받았던 것 등이 있다. 이 앨범은 데뷔하며 US 차트 94위에 올랐다.

## 예술성

### 음악 스타일과 작곡
바노스는 보사노바와 인디팝 요소들이 섞인 음악 스타일을 갖고 있다. <롤링스톤>지의 수지 엑스포시토는 그의 음악을 "사이키델리아에 흠뻑 적셔진 러브 발라드"라고 표현했다. 브렛 칼우드는 LA 위클리에 바노스의 음악에 대해 "스무드 라틴 재즈의 영향을 받았고 향수를 불러일으킨다"고 했다. 바노스는 "아주 많은 신세사이저"들과 "808"을 사용하여 자신이 "얼터너티브 드림팝"이라 부르는 멜로디에 영어와 스페인어를 섞어서 사용한다.

### 영향
바노스는 릴 롭, 베이비 바쉬, MC 매직과 같은 치카노(멕시코계 미국인) 랩 음악과 함께 부모가 집에서 즐겨 듣던 스페니쉬 록, 볼레로와 옛 발라드 음악들을 들으며 자랐다. 재즈와 클래식, 트랩도 즐겨듣는 그는 케빈 파커(Kevin Parker)와 테임 임팔라(Tame Impala), 아리엘 핑크(Ariel Pink) 등에게서 큰 영향을 받았다고 말한다. 불스아이의 제시 쏜과의 인터뷰에서 바노스는 테임 임팔라의 곡 "Feels Like We Only Go Backwards"를 통해 고등학교 시절 그가 어떻게 음악을 할 것인가, 삶을 어떻게 살아갈 것인가에 대한 비전을 볼 수 있었다고 했다.